# Pirner Alma
Pirner Alma (Budapest, 1981. június 18. –) holisztikus egészségcoach, trainer, és előadóművész.

## Élete
A rúdtánc magyarországi meghonosítójaként tartják számon, 2003-ban alapította az első táncstúdióját a Dollhouse-t, ahol Magyarországon rúdtáncot lehetett tanulni. Ebben az időszakban felnőtt filmekben szerepelt, Ginger Jones művésznéven.
2003-2015 között több táncstúdiót és franchise stúdiót is nyitott Budapesten és vidéki nagyvárosokban, a Miss Poledance Hungary verseny tulajdonosa, a Magyar Rúdtánc és Rúd-Fitness Egyesület alapító elnöke. 2011-ben a Rúdtánc Világbajnokságot rendezte Magyarországon.
A Moulin Rouge szóló táncosaként dolgozott 1,5 évig, 2006-2007-be pedig megnyerte az Egzotikus tánc Világbajnokságot Kanadában egy légtornász számmal, melynek címe: Methamorphosis.
Háromszor szerepelt a Playboy címlapján, Kanadában, Ausztráliában és Európában is rendszeresen fellépett egzotikus tánc és légtánc show-műsoraival.
2014-ben férjhez ment (férje: Diviki Attila), 2015-ben pedig megszületett kisfia, Alen. 2014-től visszatérő szereplője a televíziós műsoroknak több csatornán.
2015-ben eladta táncstúdióit, és megalapította az Absolutely Woman Online oktatással foglalkozó céget, ahol nőknek segít online tréningjeivel a nőiességük fejlesztésében és az egészséges életmód kialakításában.
2015-ben megjelent az első könyve, Rúdtánc – a női önkifejezés és csábítás művészete címmel, ami a rúdtánc történelmét mutatja be.
Felbukkant a NYITVA című nagyjátékfilmben is mellékszereplőként, ahol önmagát alakította.
2019 szeptemberétől az Institute for Integrative Nutrition (IIN) New York tanítványa, integrál táplálkozástudományt és holisztikus life-coachingot tanul.

## Díjak
- 2023 – Szeptember Okleveles Innermetrix tanácsadó
- 2022 – B2W – Business to Women 2022 Az év társadalmai szerepvállalás díja
- 2022 – október – Dugonics András Irodalmi Díj VI. helyett (ön)fejlesztő irodalom kategóriában
- 2019 – október – Elit Női Kiválóság Díj 2019 – Szakmai ELIT Díjátadó
- 2012 – Stevie Awards for Women in Business Company of the Year – Consumer Products or Services
- 2006-2007 – Miss Nude Canada International Egzotikus tánc Világbajnokság I. helyezett

## Kötetei
- Rúdtánc. A női önkifejezés és csábítás művészete; Athenaeum, Budapest, 2015
- Absolutely woman. Nőiesség mesterfokon. Legyél önmagad legjobb verziója!; MidNightHot Kft., Budapest, 2021
- AW diet. Egészség és szépség egy életen át : 40 könnyen elkészíthető recepttel; MidNightHot Kft., Budapest, 2022

## Közösségi média oldalak
- Facebook üzleti oldal: https://facebook.com/pirneralma
- Youtube: https://youtube.com/polealma
- Instagram: https://instagram.com/almapirner
- Linkedin: https://www.linkedin.com/in/alma-pirner-49a00835/
- Pinterest: https://www.pinterest.com/almapirner%5B%5D

## Weboldalak
- Privát weboldal: https://pirneralma.hu Archiválva 2020. szeptember 12-i dátummal a Wayback Machine-ben
- Absolutely Woman: https://absolutelywoman.hu